# Walter Cunningham
Pour les articles homonymes, voir Cunningham.
Ronnie Walter Cunningham, dit Walt Cunningham, est un astronaute américain né le 16 mars 1932 à Creston (Iowa) et mort le 3 janvier 2023 à Houston (Texas).

## Vols réalisés
Le 11 octobre 1968, Walter Cunningham réalise un unique vol à bord d'Apollo 7, premier vol habité de la capsule, et premier vol emportant trois Américains. Il décolle d'une fusée Saturn I-B depuis Cap Canaveral en Floride et fait donc partie des trois premiers astronautes à avoir décollé depuis une fusée Saturn I-B avec Walter Schirra et Donn Eisele.

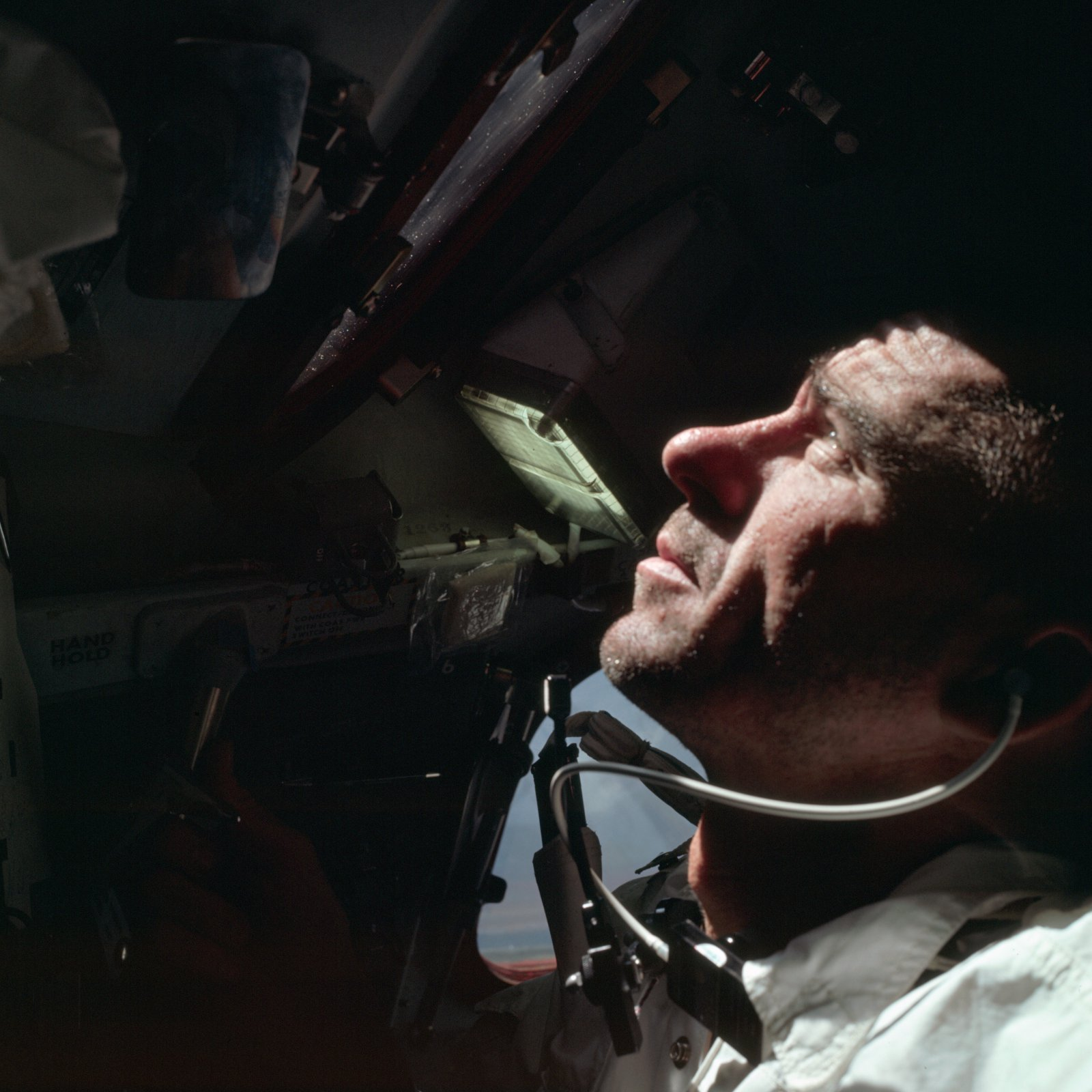
Walter Cunningham durant la mission Apollo 7.